# Lưu Ngạc
Lưu Ngạc (chữ Hán: 劉鄂, 1857 - 1909), trước tên là Mộng Bằng, tên chữ là Văn Đoàn; sau đổi thành Ngạc, tên chữ là Thiết Vân, hiệu là Hồng Đô, Bách Luyện Sinh. Ông là một nhà văn Trung Quốc thời cận đại, nổi tiếng với quyển tiểu thuyết Lão Tàn du ký.

## Tiểu sử
Lưu Ngạc sinh trưởng trong một gia đình quan lại ở huyện Đan Đồ, tỉnh Giang Tô, sau di cư sang huyện Hoài An cùng tỉnh.
Ông là người có tính phóng khoáng, không theo quy củ, ham đọc sách. Thuở trai trẻ, ông đi thi Hương nhưng không đỗ, bèn chuyên tâm vào các môn khoa học, như toán học, y học, thủy lợi, văn tự học...
Sau, ông lần lượt trải qua các nghề: kinh doanh thuốc lá ở Hoài An, làm thầy thuốc ở Dương Châu, mở Thạch Ấn thư xã ở Thượng Hải,...nhưng đều thất bại, khiến mất cả gia nghiệp.
Năm Quang Tự thứ 14 (1888), sông Hoàng Hà làm vỡ đê ở Trịnh Châu. Lưu Ngạc đến xin với Ngô Đại Trừng tham gia việc trị thủy. Thành công, ông trở nên nổi tiếng, được tiến cử với Thanh đình ở Bắc Kinh, được bổ chức quan, thăng dần đến Tri phủ.
Năm 1890, Lưu ngạc tham gia phong trào Dương vụ , đốc thúc chính quyền mượn vốn của nước ngoài để mở đường sắt và khai thác khoáng sản. Vì việc này, mà phải thủ cựu coi ông là Hán gian .
Năm Canh Tý (1900), ông chuyển đến ở Thượng Hải, mở mang công thương nghiệp, như làm muối, làm hàng dệt,...nhưng không hiệu quả.
Cũng trong năm này, liên quân tám nước kéo vào Bắc Kinh, cộng thêm sự loạn lạc bấy lâu nay, làm cho nạn đói hoành hành rất dữ ở nơi đây. Thấy vậy, ông thương lượng với quân Nga đang nắm giữ kho lúa của triều đình mà họ định dùng làm chất đốt, để mua lại với giá rẻ, rồi bán lại với giá rẻ cho dân (có người nói ông không bán mà chỉ phát chẩn cho dân đói), cứu sống được rất nhiều người. Vì việc này, mà ông bị người khác phe vu là "tự ý mua bán thóc kho", là "biển thủ kho lúa".
Mấy năm sau, khi phong trào bài ngoại lên cao, Lưu Ngạc trở thành đối tượng thù ghét của phái thủ cựu, vì ông là một trong số người đã ủng hộ việc hợp tác với người nước ngoài để làm kinh tế trong nước. Bấy giờ, tướng Viên Thế Khải, một người trước đây đã bị ông từ chối tiến cử, nhân cơ hội này bèn cho truy tội ông (vụ kho lúa), rồi đày ông đi sung quân ở Tân Cương.
Mười ba tháng sau, ông chết vì bệnh bại (1909), được đưa về chôn cất ở quê nhà là huyện Hoài An.

## Tác phẩm
Lưu Ngạc để lại các tác phẩm:
- Lão Tàn du ký (viết năm 1903 - 1906): Đây là quyển tiểu thuyết đã làm nên tên tuổi ông. Tác phẩm này viết dưới dạng du ký, theo lối chương hồi gồm 20 hồi [4] ghi lại một cách sinh động những điều mắt thấy tai nghe của một thầy lang giang hồ hiệu là Lão Tàn, nhằm phản ánh và tố cáo tình trạng thối nát về mọi mặt của xã hội Trung Quốc thời Vãn Thanh, trước Cách mạng Tân Hợi (1911).
- Thiết vân tàn quy: Sách sưu tập chữ viết trên xương và mai rùa (giáp cốt văn tự).
- Trị hà ngũ thuyết: Năm thuyết về trị thủy sông Hoàng Hà.
- Lịch đại Hoàng Hà biến thiên đồ khảo: Khảo cứu bản đồ biến thiên của sông Hoàng Hà qua các đời.

## Sách tham khảo
- Lỗ Tấn, Sơ lược lịch sử tiểu thuyết Trung Quốc (Lương Duy Tâm dịch). Nhà xuất bản Văn hóa, 1996.
- Nguyễn Hiến Lê, Văn học Trung Quốc hiện đại. Nhà xuất bản Văn học, 1993.
- Phạm Tú Châu, mục từ Lưu Ngạc in trong Từ điển văn học (bộ mới). Nhà xuất bản Thế giới, 2004.
- Trần Văn Chánh, Lời giới thiệu sách Lão Tàn du ký (bản dịch). Nhà xuất bản Văn nghệ Thành phố Hồ Chí Minh, 1989.